# Jean-Maxime Ndongo
Jean-Maxime Ndongo (Douala, 8 novembre 1992) è un calciatore camerunese naturalizzato equatoguineano, centrocampista del Deportivo Mongomo e della nazionale equatoguineana.